# Revolução de 1909
A Revolução de 1909 foi um conflito que durou três meses, ocorrida no estado brasileiro de Goiás. O movimento iniciou-se quando o sogro do ex-presidente estadual de Goiás, José Xavier de Almeida, Hermenegildo de Morais, foi indicado para ser o candidato governista à presidência estadual e sua inscrição foi homologada para o pleito daquele ano, além deste ter sido eleito em 2 de março daquele ano. O fato provocou uma reação armada do grupo político de Leopoldo de Bulhões, Eugênio Rodrigues Jardim e de Antônio Ramos Totó Caiado, que resultou na derrubada da família Xavier de Almeida e no retorno do grupo de ambos, além da formação do Partido Democrata, que dominou a política goiana nos anos seguintes.

## Contexto

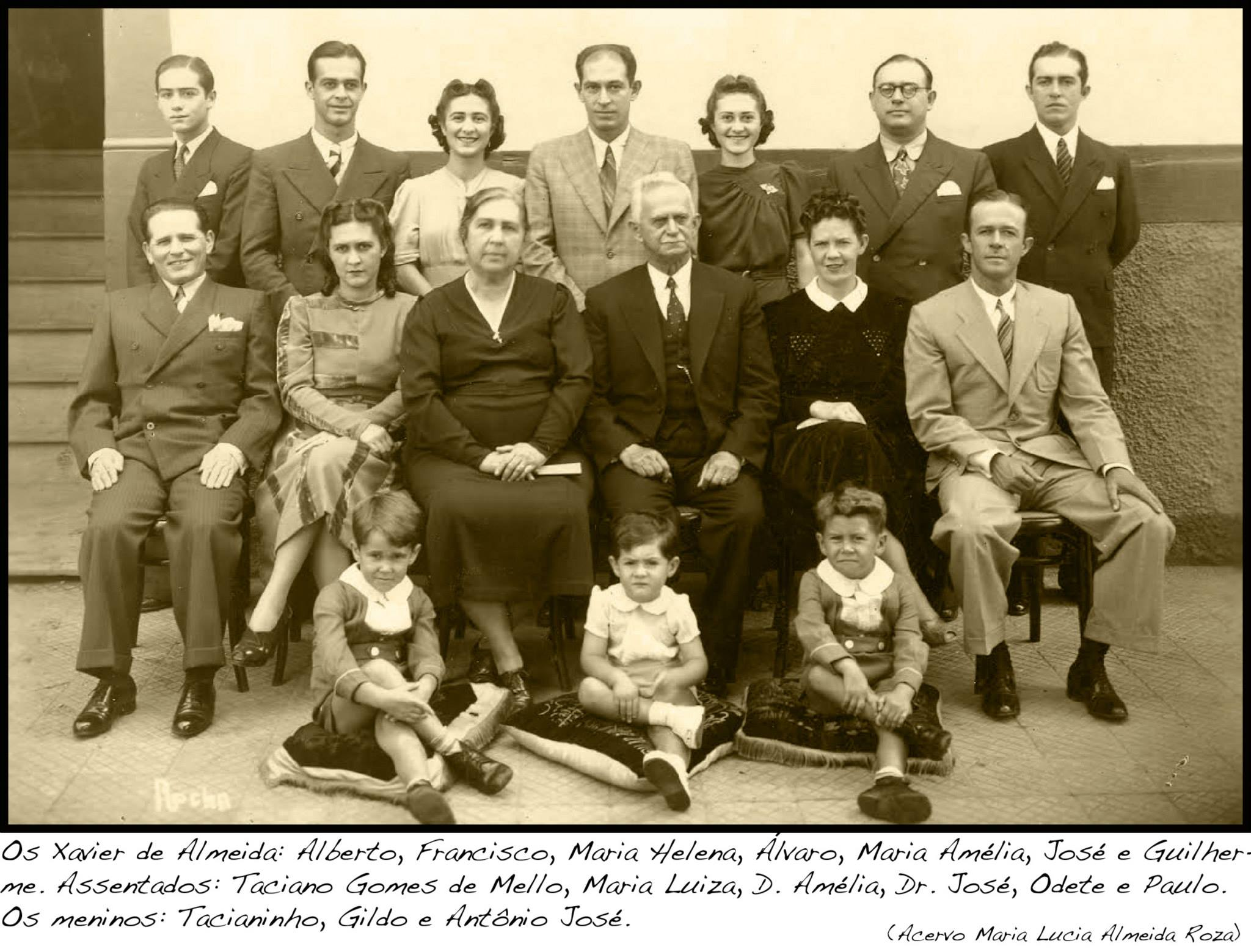
A família Xavier de Almeida.

Durante os períodos do Segundo Reinado e da República Velha, Goiás foi palco de disputas políticas entre oligarquias rurais. Famílias tradicionais como a Ramos Caiado, Fleury, Xavier de Almeida, a família Bulhões, dentre outras. Com a Proclamação da República do Brasil, deu-se predominância do grupo de Leopoldo de Bulhões, ligado ao governo federal e que exerceria mais tarde, o ministério da Fazenda em dois governos. Porém, em 1901 a 1909 ascendeu a família Xavier de Almeida, com a eleição de José e de seu grupo político, como Miguel da Rocha Lima. Inicialmente ligado aos Bulhões, José Xavier distanciou-se cada vez mais e homologou seu sogro, Hermenegildo Lopes de Morais, para a candidatura do governo estadual, ao invés de um candidato ligado aos Bulhões. A ação levou à união de Totó Caiado e de Bulhões, na formação de tropas que ficaram conhecidas como Legião Democrata, estava iniciada a Revolução de 1909.

### José Xavier de Almeida

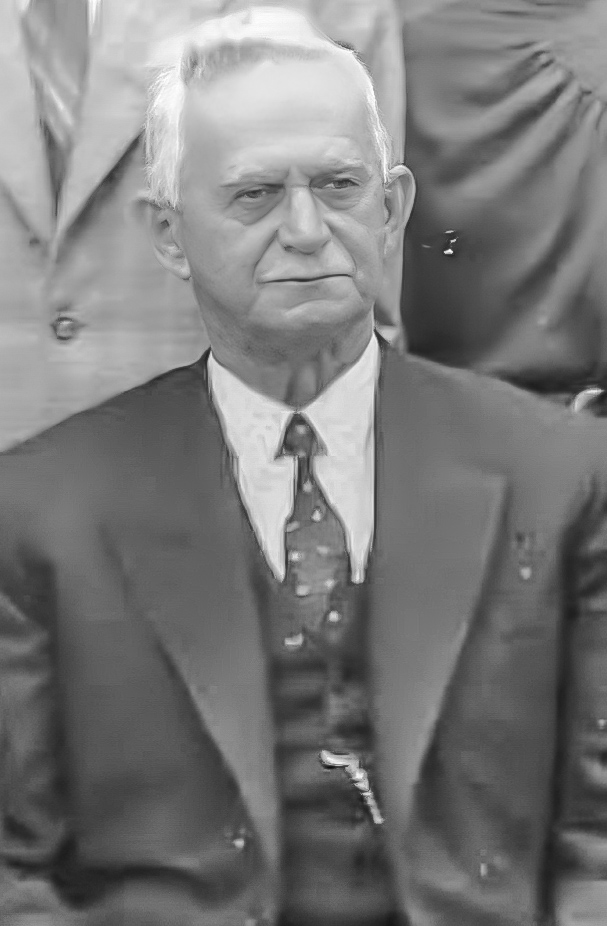
O então presidente estadual de Goiás, José Xavier de Almeida.

Nascido na cidade de Goiás em 23 de janeiro de 1871, José Xavier de Almeida era um bacharel de direito formado na Faculdade da USP, que iniciou sua carreira política como Secretário de Justiça e do Interior no governo de Francisco Leopoldo Rodrigues Jardim, de 1895 a 1898, assumindo uma vaga estadual em 1897 de deputado e continuando no cargo de secretário no primeiro governo de Urbano de Gouveia, de 1898 a 1901. Foi eleito deputado federal pelo seu estado, em 1900, porém renunciou ao cargo para se candidatar, com apoio da família Bulhões, como presidente do estado em 1901. Porém, Xavier de Almeida, desrespeitou os Bulhões ao se casar com Amélia, filha do coronel Hermenegildo de Morais e rival da família. Os Bulhões consolidavam suas alianças por vias matrimoniais. 
Em seguida, Xavier de Almeida passou a se aproximar de rivais dos Bulhões, realizar políticas fiscais mais severas e apoiou Miguel da Rocha Lima, candidato do Partido Republicano Federal, no lugar do senador Joaquim José de Sousa, na eleição de 1905. O Xavierismo ganhou maioria no pleito anterior de 1904 para o Legislativo Estadual. Além disso, para o pleito de 1909, foi declarado como candidato governista, o sogro de José Xavier, Hermenegildo Lopes de Morais. Hermenegildo foi eleito, no entanto, a oposição de voltou contra o resultado de modo intenso, liderada pelo ex-ministro da Fazenda, Leopoldo de Bulhões.

### Hermenegildo Lopes de Moraes

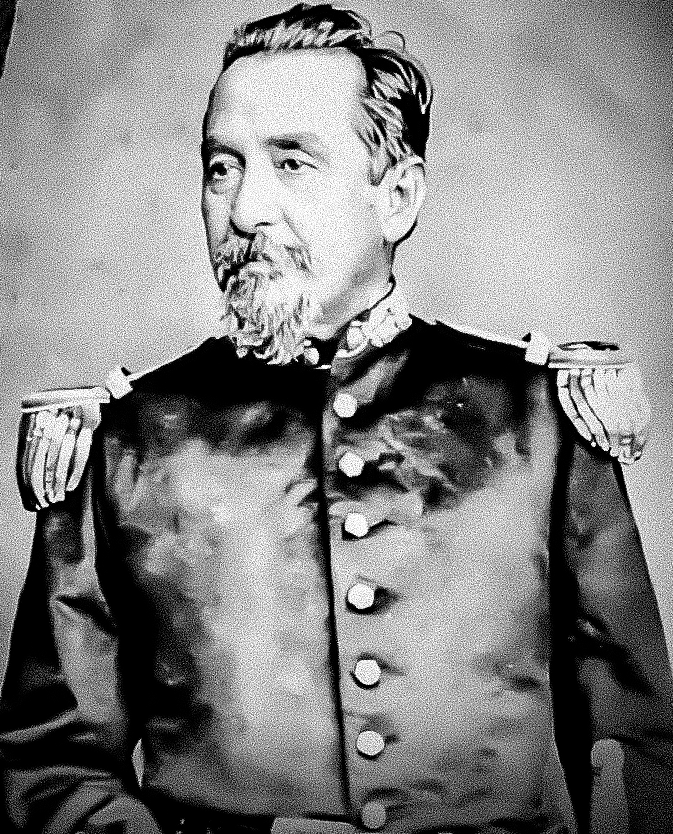
O então presidente de Estado eleito, Coronel Hermenegildo Lopes de Moraes.

Nascido em Itaberaí em 13 de abril de 1833, Hermenegildo Lopes de Morais começou a carreira política ao ser nomeado em 1883, vice-presidente da Província de Goiás e em seguida, se tornou coronel da Guarda Nacional. Com a Proclamação da República, propôs-se à política de unificação e paz entre os grupos políticos de Goiás, auxiliando na formação do Centro Republicano de Goiás, o PRG. Em 1894, foi eleito para um mandato como deputado federal pelo seu estado, permanecendo, após uma reeleição, até 1899, quando passou a dedicar-se a cargo de 3º vice-presidente estadual, que tinha acumulado na eleição do ano anterior. Urbano Gouveia, aliado dos Bulhões fora eleito. Após a vice-presidência, foi eleito deputado federal em 1906. Em 1909, foi apoiado pelo genro, José Xavier e pelo governador, Miguel da Rocha Lima. O grupo de Hermenegildo e de Xavier, receberam largas votações e vagas no Legislativo e Hermenegildo vence, porém é impedido pela revolução que se sucedeu, permaneceu como deputado.

### Leopoldo de Bulhões

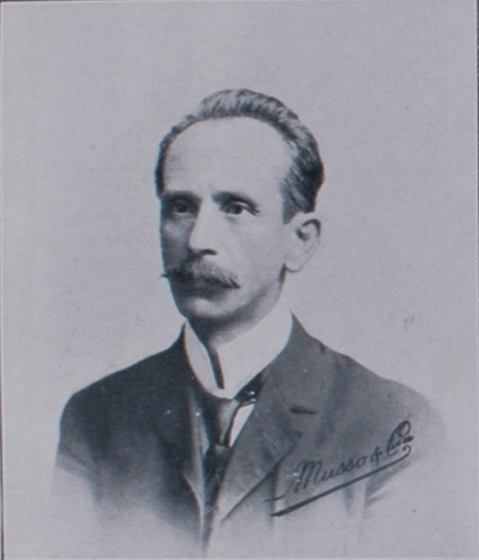
Ex-ministro da Fazenda do Brasil e parlamentar por Goiás, Leopoldo de Bulhões.

Por sua vez, Leopoldo de Bulhões nasceu em Goiás, a capital estadual, no dia 28 de setembro de 1856, seu avô foi José Rodrigues Jardim senador e presidente daquela província. Estudou direito na Faculdade do Largo de São Francisco, bacharelando-se. Participou ativamente da política durante o Segundo Reinado, tendo se filiado em 1880, ao Partido Liberal. Tornou-se republicano e pró-federalismo, se tornando deputado geral; fundou ao lado de Joaquim Xavier Guimarães Natal fundou o Partido Republicano de Goiás. Com a Proclamação da República do Brasil, voltou a ser deputado da Constituinte de 1891, sempre se opondo às políticas de Rui Barbosa. 
Organizou estudos sobre a reestruturação do Banco da República em conjunto à uma comissão. Foi eleito presidente estadual em 1892, porém preferiu continuar o exercício no Legislativo. Embora apoiasse Prudente de Morais, defendeu os revoltosos da Revolução Federalista, por vias de seus discursos. Assumiu uma vaga no Senado Federal do Brasil, por Goiás, exercendo a presidência da Casa e atingindo o apogeu de sua influência política no estado. Apoiou Urbano Coelho de Gouveia e José Xavier de Almeida, porém o último começou cada vez mais a se afastar dos Bulhões e seu grupo, o que fez Leopoldo conspirar na capital. A conspiração tomou força em março de 1909, quando pela segunda vez vencia um candidato xavierista, Hermenegildo Lopes de Morais. Leopoldo, une forças com a oposição ao lado do deputado federal, Antônio Ramos Caiado, também oligarca, depondo Miguel da Rocha Lima, desestabilizaram o governo de Francisco Bertoldo de Sousa e seu vice, acabando por nomear um presidente, Urbano de Gouveia. Tudo isso, dava-se à sustentação politica do governo federal.

### Antônio Ramos Caiado

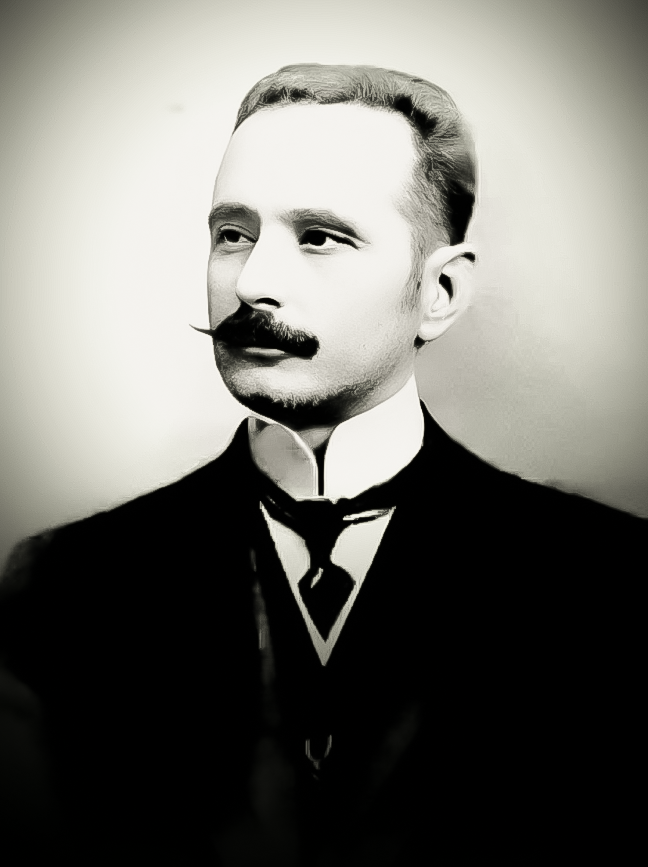
Antônio Ramos Caiado, conhecido como "Totó Caiado", então deputado federal por Goiás, ligado à Legião Democrata.

Antônio Ramos Caiado também era natural de Goiás, tendo nascido em 15 de maio de 1874, na capital da província homônima, sendo neto de Antônio José Caiado, presidente e senador de Goiás. Seu pai, Torquato Ramos Caiado, foi senador estadual por Goiás de 1905 a 1908, seu irmão Brasil Ramos Caiado presidiu o estado, Leão Di Ramos, também seu irmão, exerceu legislatura no Senado Estadual por duas vezes e Arnulfo foi deputado estadual. Seu cunhado era Eugênio Rodrigues Jardim. Estudou no Liceu de Goiás e formou-se em direito na Faculdade de Direito da Universidade de São Paulo, tendo se alistado no Batalhão Acadêmico, de objetivos floreanistas. Em 1897, foi eleito deputado estadual, em 1899 foi conselheiro municipal de sua cidade natal. Foi o secretário estadual do Interior, Justiça e Segurança nas presidências de José Xavier de Almeida e Miguel da Rocha Lima. Como um político situacionista, Caiado passou a dar apoio a Bulhões e seu grupo político, devido as eleições estaduais de 1909. Com a Política das Salvações, em 1912, Bulhões foi afastado da política de Goiás, indo para às Alagoas e Caiado predominou, se reelegendo como deputado federal e assumindo o Senado.

## Desfecho
A mobilização armada que se seguiu por menos de 3 meses, resultou na queda de 3 governadores: Miguel da Rocha Lima, Francisco Bertoldo de Sousa e José da Silva Batista. O Partido Democrata nomeou Urbano Coelho de Gouveia para reassumir o governo. Os Bulhões e os Caiado retornam ao poder, porém em 1912, o presidente da República, Hermes da Fonseca intervém no estado, mas, remove apenas Leopoldo, que perdeu totalmente sua influência política local. Totó Caiado e sua estrutura de influência política foram mantidas, o que justifica o fato deste ter ascendido à presidência do PD.
Com a Revolução de 1930, o grupo xavierista indireta e temporariamente retornou ao comando do estado, por vias do genro de José Xavier, Taciano Gomes de Melo, nomeado interventor e eleito constituinte, deputado federal e senador. A família Caiado permaneceu afastada da política goiana durante toda a Era Vargas.